# Séisme de 1941 des îles Andaman
Le séisme des îles Andaman de 1941 est un séisme ayant frappé les îles Andaman le 26 juin 1941 avec une magnitude de 7,7 à 8,1. Les détails de cet événement sont mal connus car une grande partie de l'Asie du Sud-Est était dans la tourmente de la Seconde Guerre mondiale. Le séisme a causé de graves dégâts dans les îles Andaman et pas moins de 8 000 personnes ont été tuées par le tremblement de terre et le tsunami dans les Îles Andaman-et-Nicobar, en Inde et au Sri Lanka. Le tsunami a peut-être causé des dégâts et des morts au Bangladesh, en Birmanie et en Thaïlande.